# Urtsalanj
Urtsalanj (in armeno Ուրցալանջ?) è un comune dell'Armenia di 216 abitanti (2008) della provincia di Ararat.